# Toponimia maghiară în Moldova
Drept mărturie a prezenței ceangăilor vorbitori de limbă maghiară în Moldova stau unele toponime păstrate până în prezent. 
Prezența unor toponime și hidronime de origine maghiară, grupate în marea lor majoritate în partea de vest a Moldovei, dovedește că printre cei stabiliți la răsărit de Carpații Orientali se găseau și colectivități umane de limbă maghiară. Astfel de nume sunt atestate documentar încă de înainte de mijlocul secolului al XV-lea (Bacău, Bârgăuani, Chiejdi (Cuejd), Cracău, Hindău, Hârlău etc.), iar pentru adoptarea lor de către localnici fiind necesară trecerea mai multor decenii, este probabil ca acestea să fi apărut înainte de întemeierea Moldovei.
Alături de toponimia maghiară există și toponimia cumană. Toponime cumane păstrate în zonă sunt Toroklyás, Ciudomir, Nemira, Kalabucs (Clăbuc), Tazlău, Caraclău, Cotumba, Oituz, Uz, Dărmănești, Comănești, Răcăciuni, Dofteana, Faraoani, Dsidafalva (Adjudeni).
Potrivit lui Nicolae Iorga, o populație turcică s-a stabilit la estul Carpaților înaintea maghiarilor și a lăsat urme în toponimia zonei (Ceahlău, Rarău etc.).

## Toponime

### Județul Bacău
- Bacău – din maghiară bákó, „loc de execuție” sau de la antroponimul Bakó[4] „călău”, vezi și articolul Etimologia numelui Bacăului
- Barați (sat, comuna Mărgineni) (magh. "Barát", în trad. "Călugări",[5] vezi și articolul bărăție)
- Bartășești (sat, comuna Ungureni) (de la antroponimul Bartos)
- Bartea (parte de sat, comuna Asău), de la antroponimul Barta
- Bărnești, din antroponimul Barna (în maghiară barna – „arătos” (în toponimia maghiară este momentan necunoscut)[4]

- Agăș (comună) (magh. "Ágas",[6] în trad. "Ramuri")
- Apa Asău (sat, comuna Asău) (1. din magh. "apát", în trad. "abate", "stareț" /vezi de ex. Apa/hida, la origine Apát/hida sau 2. "apa", în trad. "principal", "tată", + "aszó", de la pârâul Asăul, în trad. "pârâul care seacă")
- Asău (comună) (din magh. "aszó",[6] de la pârâul Asău, în trad. "pârâul care seacă")
- Boboș (sat, comuna Dealul Morii) (din antroponimul "Babos", în trad. "Pistruiatu" sau din "babos", în trad. "locul cu fasole")
- Borzești (aparține de municipiul Onești) (din maghiară borz, în traducere „bursuc”)[7]
- Cădărești, din antroponimul Kádár[4]
- Căptălani (sat, comuna Motoșeni) (din magh. "káptalan", în trad. 1. "plantă erbacee cu frunze mari și late, întrebuintate ca acoperiș la stupii primitivi de albine", 2. "organizația canonicilor")
- Ciucani (sat, comuna Răcăciuni) (magh. "Csík", de la toponimul Csík - Ciuc - sufixul -eni arată că întemeietorii erau din Ciuc)
- Ciugheș (sat, comuna Palanca) (magh. "Csügés",[8] în trad. "tufăriș")
- Comiatul (în maghiară Komjátpataka), din antroponimul Komjád/Komját[4]
- Cuchiniș (parte a satului Brusturoasa) (magh. "Kökényes", în trad. "Porumbari)
- Faraoani (în maghiară Forrófalva), din antroponimul Forró,[9] „fierbinte”[10]
- Fărcașa (sat, comuna Oncești) (din magh. "farkas", în trad. "lup, lupeni")
- Fichitești, de la antroponimul Fekete[9]
- Gherăiești, Birăiești (azi încorporat în municipiul Bacău) (magh. "Birófalva", în trad. "satul judelui, birăului", sau de la antroponimul Biró) Rosetti, p. 7.
- Ghimeș (magh. "Gyimes", de la "gém/szarvas", în trad. "locul cu cerbi")
- Gioseni (sat, comuna Tamași) (din magh. "diós", în trad. "loc cu nuci") (numele maghiar actual al satului: "Gyoszény" arată că fondatorii erau maghiari, apoi majoritari au devenit românii, iar secuii veniți după 1764 au preluat toponimul - teorie întărită și de faptul că în dialectul local se arată o puternică influență secuiască, în ciuda faptului că satul este în zona "ceangăilor de sud")[11]
- Lapoș (sat, orașul Dărmănești) (magh. Lápos, în trad. "mlăștinos")
- Lucăcești (sat, orașul Moinești) (magh. "Lukácsfalva", de la antroponimul Lukács "Luca")
- Ludași (sat, comuna Balcani) (din magh. "ludas", în trad. "gășteni")
- Nadișa (sat, comuna Strugari) (din magh. "nádas", în trad. "loc cu stuf)
- Orășa (sat, comuna Livezi) (din magh. "váras", în trad. "loc cu cetate")
- Orășa Avram (sat, comuna Sănduleni) (din magh. "váras", în trad. "loc cu cetate")
- Orbic (mai demult sat, azi cartier în orașul Buhuși) din magh. "várbükk", "várbikk", în trad. "pădurea de fagi a cetății" - de la pârâul Orbic. Pt. conformitate vezi numeroasele toponime "várbükk", "várbikk" din întreg Bazinul Carpatic (observație: pentru va>o vezi város>oraș, Vaskút> Oșcut, Udvarhely>Odorhei, etc.[12]
- Palanca (comună)  (magh. "Palánka", în trad. "fortificație din trunchiuri de copac")
- Perchiu (sat, comuna Huruiești) (de la muntele Perchiu, magh. "Perkő", în trad. "muntele unde se ține judecata")[8]
- Răcătău de Jos (sat, comuna Horgești) de la arhaismul maghiar conservat în Moldova "ráktató", "rágtató", în trad. "meliță",[13][14] derivă denumirea în mod eronat din "rakató" cu sensul "loc de încărcare"
- Șanta  (sat, comuna Asău) (de la antroponimul Sánta "șchiop")
- Sascut (comună) (magh. "Szászkút", în trad. "Fântâna Sasului")[15]
- Secuieni (comună) ("satul celor din Secuime")[8]
- Șendrești (sat, comuna Motoseni) (de la antroponimul Sándor "Alexandru")
- Șomușca (sat, comuna Cleja) (magh. "Somoska", în trad. "locul unde cresc coarne")
- Tamași (comună) (magh. "Tamás", de la antroponimul Tamás)
- Tarhăuși (sat, comuna Ghimeș) magh. "Tarhavas", în trad. "muntele gol")
- Teiuș (sat, comuna Parava) din magh. "tövis", în trad. "loc cu ghimpi"(pentru comparație vezi orașul Teiuș din județul Alba)
- Trotuș (magh. "Tatáros", "Tatros",[16] în trad. "Tătărăști")
- Uifalău (vechiul nume al comunei Nicolae Bălcescu /în perioada interbelică Ferdinand/) (magh. Újfalu, în traducere Satul Nou)
- Uifalău (vechiul nume al comunei Traian) (magh. Újfalu, în traducere Satul Nou)
- Unguri (sat, comuna Găiceana) (fostul nume al satului Arini /până în 1967/) (magh. "Magyarfalu", în trad. "Satul Unguresc")
- Vermești (sat, orașul Comănești) din magh. "vermes", în trad. "loc cu capcane (pentru animale)" (pentru comparație vezi satul Vermeș din județul Bistrița)
- Verșești (sat, comuna Sănduleni) din antroponimul magh. "Veres", în trad. "roșcovan"
- Valea Șoșii (sat, comuna Poduri) din antroponimul magh. "Sós, Soós", în trad. "șalgău"
- Zemeș (comună) din vechiul antroponim maghiar Szemes ("cu ochi", adică "vede-tot").[A]

### Județul Neamț
- Adjudeni (sat, comuna Tămășeni) (magh. Dsidafalva; din antroponimul Egyed – locuitorii provin din Adjud, jud. Bacău)  Arhivat în 16 ianuarie 2014, la Wayback Machine.
- Almaș (sat, comuna Garcina) (din magh. "almás", în trad. "locul cu meri, mereni")
- Baratca (sat, comuna Bărgăuani) (din magh. "barát", în trad. "călugăr") (vezi și articolul bărăție)
- Bașta (sat, comuna Secuieni) (din magh. "básta", "bástya", în trad. "bastion") (observație: consoana "ș" arată că denumirea nu vine de la ceangăii "sâsâiți", nici de la românescul "bastă", ci cel mai probabil de la secui) Alexandru Ciorănescu: DET, 722.
- Bârnadu (în maghiară Bernád), din antroponimul Bernád[4]
- Bereșești (sat dispărut, comuna Gherăești, Birăești) (din magh. "béres", în trad. "argat")  Arhivat în 28 septembrie 2007, la Wayback Machine.
- Bicaz (comună) (magh. "Békás", din magh. "békasó", în trad. "cremene") Alexandru Ciorănescu: DET, 829. (observație: din forma arhaică /prezervată până astăzi în dialectul ceangăieasc "sâsâit"/ "bíkaszú")
- Bicaz Chei (comună) (magh. "Békás", din magh. "békasó", în trad. "cremene") Alexandru Ciorănescu: DET, 829. (observație: din forma arhaică /prezervată până astăzi în dialectul ceangăieasc "sâsâit"/ "bíkaszú")
- Ceahlău (comună) de la muntele Ceahlău, care vine din magh. "Csaholó", "Csagoló", varietate de vultur (Gypaetus barbatus) Alexandru Ciorănescu: DET, 1602.
- Cuejdiu (sat, comuna Garcina) (din magh. "kövesd", în trad. "pietrosu") (vezi numeroasele toponime din Transilvania "Cuieșd" "Cuiejd")
- Cut (sat, comuna Dumbrava Roșie) (din magh. "kút", în trad. "fântână, izvor")
- Dămuc (în maghiară Damuk, Gyergyódamuk), din antroponimul Domonkos[9]
- Fărcașa (comună) (din magh. "farkas", în trad. "lup, lupeni")  Arhivat în 14 ianuarie 2014, la Wayback Machine.
- Făurei (comună) (din antroponimul Forró "Faur", "Făur" + magh. "hely", în traducere "loc" = "locul lui Făur")
- Gherăești, Birăești (comună) (magh. "Birófalva", în trad. "satul judelui, birăului", sau de la antroponimul Biró)  Arhivat în 28 septembrie 2007, la Wayback Machine.
- Grințieș (comună) (din magh. "gerinces", în trad. "creastă")
- Hangu (comună) din magh. hang (sunet, ecou) Arhivat în 3 februarie 2019, la Wayback Machine., mai precis forma "hangony", în trad. "loc zgomotos" sau "loc cu ecou" (pt. comparație vezi satul Hangony din Ungaria, în anul 1214 sub forma Hongun - Kiss Lajos: Dicț. etimologic al numelor geogr.)
- Holm (sat, comuna Pâncești) (din magh. "halom" /în maghiara veche "holm"/, în trad. "colină", "movilă") – posibil din ucraineană sau rusă "holm", în trad. "colină", "movilă")
- Leucușeni (azi încorporat în Săbăoani) (magh. "Lőkösfalva", "Lököszfalva", de la vechiul antroponim maghiar Lőkös – vezi toponime maghiare ca Lőkösháza /Ungaria/, Lőkös/Levkuška  /Slovacia/  Arhivat în 16 ianuarie 2014, la Wayback Machine.
- Oșlobeni (sat, comuna Bodești) (1. din magh. "vas" - în dialectul secuiesc "vos" - , în trad. "fier" + "láb", în trad. "parcelă" sau "poale" = "parcela fieroasă" sau "poalele (muntelui) fieros") (2. de la antroponimul Vas "puternic" + "láb", în trad. "parcelă" = "parcela lui Vas") (observație: pentru va>o vezi város>oraș, udvarhely>odorhei)
- Ozana „Este discutată, de asemenea, situația coexistenței pentru o perioadă îndelungată de timp a două nume pentru același curs de apă, Ozana și Neamțul. Numele Ozana, de origine maghiară, mai vechi decât Neamțul, s-a menținut doar la nivel popular, în timp ce celălalt hidronim, dat de administrație în virtutea faptului că râul trece chiar prin târgul cu acest nume, a rămas aproape exclusiv la nivel cult, neintersectându-se în uz cu denumirea populară.” [nefuncțională]
- Săbăoani (comună) (magh. "Szabófalva", "Satul Croitorului", "Satul Sabăului")
- Săcălușești (sat, comuna Agapia) (din magh. "szakálas", în trad. "bărbos")
- Secuieni (comună) ("satul celor din Secuime")
- Secuienii Noi (sat, comuna Secuieni) (în trad. "satul celor din Secuime")
- Tarcău (comună) (de la muntele Tarcău, din magh. "Tarkő", în trad. "piatră goală, munte gol") – alternativ (din punct de vedere fonetic aproape imposibil): de la "tărcat", “pestriț” ( N. Iordan: Nume de locuri românești din R.P.R., Ed. Academiei R.P.R. 1952) . “Tărcat” la rândul lui vine din magh. “tarka”=”pestriț”
- Tămășeni (comună) (de la antroponimul Tamás "Toma")  Arhivat în 28 septembrie 2007, la Wayback Machine.
- Târpești (sat, comuna Petricani) de la antroponimul Törpe/Târpea, în trad. Piticu, vezi Târpești
- Telec (sat, comuna Bicaz) (din magh. "telek", în trad. "parcelă, lot de case")
- Ticoș (sat, comuna Bicaz) (din magh. "tikos, tyúkos", în trad. "locul cu găini")
- Ticoș Floarea (sat, comuna Tașca) (din magh. "tikos, tyúkos", în trad. "locul cu găini")
- Verșești (sat, comuna Girov) din antroponimul magh. "Veres", în trad. "roșcovan"
- Pildești, Neamt (sat, comuna Cordun)

### Județul Iași
- Berchișești, din adjectivul maghiar berkes cu semnificația „loc stufos”, „dumbravă” sau „pădurice” folosit și ca nume de persoană. Până în 1922 satul Borzești, Cluj s-a numit Berchiș (în maghiară Berkes).[9]
- Boroșești (sat, comuna Scânteia) (din magh. "boros", în trad. "locul cu vin" eventual din antroponimul Boros)
- Borosoaia, din antroponimul Boros[4]
- Căuești (sat, comuna Scheia) (din magh. "kő", "köves", în trad. "piatră", "pietros")
- Copou (cartier din Iași), din supranumele maghiar Kopó (la Nyergesújfalu există un munte denumit Kutya (Kutya-hegy), fiind numit astfel de localnici, pentru cá la coptul strugurilor câinii obișnuiesc să fure recolta. În analogie, și Kopó-domb (Dâmbul Copou) poate avea o etimologie similară.[4] Din maghiară kopó „câine de vânătoare”, „copoi”, unde forma primitivă a ultimului este „copou”.
- Dămăcușeni (comuna Scânteia), din antroponimul Dămăcuș (din maghiară Domokos)[9]
- Fărcășeni (sat, comuna Strunga) (din magh. "farkas", în trad. "lup, lupeni")
- Fedeleșeni (sat, comuna Strunga) (din magh. "fedeles", în trad. "butoi cu capac") (observație: nu e posibil ca numele să vină direct din limba română, din regionalismul "fedeleș" "butoi cu capac", pt. că și regionalismul provine din maghiara)
- Feredeni (sat, comuna Deleni) (din magh. "feredő", în trad. "băi") (observație: nu e posibil ca numele să provină direct din regionalismul "feredeu", pt. că și regionalismul provine din maghiara)
- Forăști (sat, comuna Gropnița) (din antroponimul Forró – vezi Fărăoani)
- Gârbești (sat, comuna Țibana) (din antroponimul Görbe sau din magh. "görbe", "gürbe" în trad. "curbat, încovoiat")
- Heleșteni (comună) (din magh. "halastó", literal lacu cu pesti, în trad. "heleșteu"), reședința comunei cu același nume
- Hălăucești (comună) (magh. "Halasfalva", în trad. "Satul cu Pești"), reședința comunei cu același nume
- Holm (sat, comuna Podu Iloaiei) (din magh. "halom", în trad. "colină", "movilă")
- Miclăușeni (sat, comuna Butea) (magh. "Miklósfalva", de la antroponimul Miklós "Nicolae")
- Mogoșești (comună) (din magh. "magas", în trad. "înalt"), reședința comunei cu același nume
- Podu Iloaiei (oraș) (magh. "Lónyahíd", "luna" în slavă "vânători", transmis în română prin filieră maghiară: Lónya> Loaia /vezi Bánya>Baia, iar prin etimologie populară a fost adăugat i-ul din față – pentru preluare concomitentă din slavă vezi localitatea Luna /în maghiară Lónya/ din jud. Cluj)
- Șendreni (sat, comuna Victoria) (de la antroponimul Sándor "Alexandru")
- Țicău (cartier din Iași) din antroponimul maghiar Cikó, vezi satul Cikó din Ungaria și Țicău (Kiss Lajos: Dicț. etimologic al numelor geogr., Budapesta, 1997)

### Județul Suceava
- Baia (comună) (magh. "Bánya", în trad. "mină") [www.revistatribuna.ro/pdf/tribuna25.pdf], reședința comunei cu același nume
- Botuș (sat, comuna Fundu Moldovei) (de la jitnicerul Botos, al cărui nume vine din magh. "bot", în  trad. "baston". "Botos" este "cel care foloșește baston", adică este șchiop.)  Arhivat în 28 septembrie 2007, la Wayback Machine.
- Botuș, Botoș (sat, comuna Iacobeni /până în 2002/, iar apoi comuna Ciocănești) (de la antroponimul Botos, al cărui nume vine din magh. "bot", în  trad. "baston". "Botos" este "cel care foloșește baston", adică este șchiop.)
- Cărăuș de Jos (cătun, comuna Dorna Cândrenilor, la granița dintre județele Bistrița și Suceava) (din magh. "karós" "locul cu pari") (observație: dacă numele era legat de cărăuși, atunci forma ar trebui să fie "Cărăușii de Jos")
- Cărăuș de Sus (cătun, comuna Dorna Cândrenilor) (din magh. "karós" "locul cu pari") (observație: dacă numele era legat de cărăuși, atunci forma ar trebui să fie "Cărăușii de Sus")
- Corlat/Corlătești, din antroponimul Korlát, provenit din Konrad (în toponimia maghiară este momentan necunoscut)[9]
- Demăcușa, din antroponimul Dămăcuș (din maghiară Domokos)[9]
- Dieniș, din antroponimul Dienes (în toponimia maghiară este momentan necunoscut)[9]
- Falcău (sat, comuna Brodina) (din magh. "fal", în trad. "zid" + magh. "kő", în traducere "piatră" = "fal/nak való/ kő" "piatră pentru zid", eventual "zid de piatră")
- Forăști (comună) (din antroponimul Forró – vezi Fărăoani)
- Leucușești (sat, comuna Preutești) (de la vechiul antroponim maghiar Lőkös – vezi toponime maghiare ca Lőkösháza /Ungaria/, Lőkös/Levkuška[17]/Slovacia/)[18]
- Lucăcești (comună) (de la antroponimul Lukács "Luca")
- Suceava (municipiu) (din magh. "szűcs", în trad. "cojocar", "suciu" + sufixul slavo-român -eavă = cojocărie)( vezi la Suceava

### Județul Vaslui
- Bărtăluș-Răzeși (Bărtăluș: din antoponimul maghiar Bartalus)
- Bărtăluș-Mocani (Bărtăluș: din antoponimul maghiar Bartalus)
- Dilțegani, din numele boierului Petru Delțeg[9] (supranume provenit din maghiară delcség „chipeș” sau „fălos”,[19] în toponimia maghiară este momentan necunoscut)[9]
- Ferești, din numele boierului Feér (Fehér)[9]
- Ferești (comuna Loaza), numele boierului Feér (Fehér)[9]
- Ghergheleu (sat, comuna Codăești) (din antoponimul maghiar Gergely "Grigore")
- Gherghești (comună) (din antoponimul maghiar Gergely "Grigore")
- Huși (oras) (magh. "Husz" de la husiți - aceasta e numai una din etimologiile posibile)
- Pogana (comună) (studiul fonetic arată că Pogana vine din forma maghiară “pogány”)
- Pogănești (sat, comuna Stănilești) (studiul fonetic arată că Pogănești vine din forma maghiară “pogány”)
- Secuia (sat, comuna Muntenii de Jos)

### Județul Botoșani
- Balinți (sat, comuna Havârna) (de la antroponimul Bálint "Valentin")
- Borzești (sat, comuna Ungureni) (din magh. "borz", în trad. "locul cu viezuri", "locul cu bursuci", "Bursuceni")
- Botoșani (municipiu) (de la fondatorul Botos, al cărui nume vine din magh. "bot", în  trad. "baston". "Botos" este "cel care foloșește baston", adică este șchiop.)
- Gherghel (cătun, comuna Șendriceni) (din antroponimul Gergely "Grigore")
- Gârbeni (sat, comuna Havârna) (din antroponimul Görbe sau din magh. "görbe", "gürbe" în trad. "curbat, încovoiat")
- Gârbești (sat, comuna Todireni) (din antroponimul Görbe sau din magh. "görbe", "gürbe" în trad. "curbat, încovoiat")
- Hilișeu  (comună, Hilișeu Horia, Hilișeu Cloșca, Hilișeu Crișan) (din magh. "halastó", în trad. lac cu pesti, "heleșteu") (observație: e posibil ca numele să vină direct din limba română, din "heleșteu". Termenul romanesc Heleșteu este tot o preluare din maghiara)
- Șendreni (sat, comuna Frumușica) (de la Sendre, nume propriu dar o posibila origine ar fi de la antroponimul Sándor "Alexandru")
- Șendriceni (comună) (de la antroponimul Sándor "Alexandru")
- Unguroiaia (sat, comuna Cristești)

### Județul Vrancea
- Adjud (din maghiară Egyed(halma)), de la antroponimul Egyed[4]
- Andreiașu de Jos/Andreiașu de Sus, din antroponimul maghiar András. În 1445 satul a fost menționat cu amplasarea pe lângă pădurea lui Andriaș Căliman, numele original fiind, după toate probabilitățile, Kálmán/Kelemen András.[9] Însă, după Tezaurul toponimic al României. Moldova, provine din numele de persoană din Muntenia Andreiaș sau din moldovenescul Andrieș.[9]
- Arva, din numele de persoană Árva datat și în Moldova (în toponimia maghiară este momentan necunoscut)[4]
- Căliman, de la antroponimul Kálmán/Kelemen[9]
- Bichești (sat, comuna Boghești) (din magh. "bikk", "bükk", în trad. "fag")
- Bizighești, din antroponimul Bezzegh (în toponimia maghiară este momentan necunoscut)[4]
- Chiojdeni (comună) (din magh. "köves", în trad. "pietros") (vezi Chiojdu din jud. Buzău)
- Farcaș (sat, comuna reghiu) (din magh. "farkas", în trad. "lup, lupeni")
- Făurei (sat, comuna Garoafa) (din antroponimul Forró "Faur", "Făur" + "hely", în magh. "loc")
- Feldioara (sat, comuna Tănăsoaia) (din magh. "földvár", în trad. "cetate din pământ")
- Palanca (sat, comuna Urechești) (din magh. "palánka", în trad. "fortificație din trunchiuri de copac")
- Vizantea-Livezi (comună, din magh. "viz", în trad. "apă".)  Semnificativ, așezarea a fost populată până de curând de ceangăi catolici maghiarofoni.

### Județul Galați
- Balintești. de la antroponimul Bálint,[9] tradus Valentin[20]
- Căuiești (sat, comuna Drăgușeni) din magh. "kő" "köves", în trad. "piatră", "pietros"
- Corod (comuna) din magh. "Kóród", în trad. "loc cu cocean, tuleu", pentru comparație vezi nemumăratele denumiri maghiare "Kóród", "Kórógy" din Bazinul Carpatic
- Filești (suburbie a Galațiului), din antroponimul maghiar Fele, familia fiind datată în acest teritoriu din 1528 (în toponimia maghiară este momentan necunoscut)[9]
- Ghidigeni (comună) (din magh. “hideg”, în trad. „rece, geros”, folosit și ca antroponim)
- Ghinghești (sat, comuna Drăgușeni) 1.) din magh. "gyöngyös", în trad. "loc cu vâsc", pentru comparație vezi nemumăratele denumiri maghiare "Gyöngyös" din Bazinul Carpatic, 2.) din antroponimul Gyöngyös, în trad. "cel care se ocupă de perle"
- Ionășești (sat, comuna Nicorești) de la antroponimul Jónás "Iona"
- Pechea (comună) de la antroponimul Beke. În anul 1521 amintit sub denumirea Bechea, pt. comparație vezi numeroasele denumiri Beke, Béke, Bekecs, Bekeny din Bazinul Carpatic, toate având la rădăcină antroponimul Beke[14]
- Șendreni, de la antroponimul Sándor "Alexandru"
- Taplău, din magh. "tapló", în trad. "iască"
- Ungureni

## Oronime
- Aldămaș (magh. "Áldomás",[21] în trad. "loc de cinstire")
- Apahaoș (magh. "Apahavas", din magh. "apát", în trad. "abate" + "havas", în trad. "munte /înalt/").[21] (ex. Apáthida> Apahida, Apátnagyfalu> Apanagyfalu)
- Bicaz (magh. "Békás", din magh. "békasó", în trad. "cremene") (Alexandru Ciorănescu: DET, 829.) (observație: din forma arhaică /prezervată până astăzi în dialectul ceangăieasc "sâsâit"/ "bíkaszú")
- Ceahlău din magh. "Csaholó", "Csagoló", varietate de vultur (Gypaetus barbatus) Alexandru Ciorănescu: DET, 1602.
- Cerebic (magh. "Cserebükk",[22] în trad. "stejar, fag")
- Cherebic (magh. "Kerekbükk",[21] în trad. "pădure rotundă de fag")
- Cheșchieșul (magh. "Kecskés",[21] în trad. "loc cu capre")
- Dealul Poșorcanilor (în trad. "dealul vrăjitoarelor")
- Farcu-Mare (magh. "Nagyfarok",[8] în trad. "coada mare")
- Farcu-Mic (magh. "Kisfarok",[8] în trad. "coada mică")
- Haloș (magh. "Halas",[21] în trad. "loc cu pești")
- Haloșul Mare (din magh. "halas",[8] în trad. "loc cu pești")
- Haloșul Mic (din magh. "halas",[8] în trad. "loc cu pești")
- Lapoșul (magh. "Lápos",[21] în trad. "mlăștinos")
- Micheș (magh. "Mikes",[21] de la antroponimul Mikes)
- Muieruș (magh. "Magyarós",[21] în trad. "aluniș")
- Obcinele Feredeului, județul Suceava, din maghiară feredő, în traducere „loc de scăldat”, „băi”
- Perchiul, în maghiară Perkő,[8] în traducere „muntele unde se ține judecata”
- Pilișca (magh. "Piliske",[8] în trad. "muntele mic cu cenușă")
- Pogănești-Suceveni (pădure, jud. Galați) (studiul fonetic arată că Pogănești vine din forma maghiară “pogány”)
- Rarău (munte, jud. Suceava, magh. Ráró, de la o specie de vulturi migratori, un fel de uliu, șoim - de asemenea nume dat cailor)
- Șandru-Mare (magh. "Nagysándor",[21] de la antroponimul Sándor - Alexandru)
- Șandru-Mic (magh. "Kissándor",[21] de la antroponimul Sándor - Alexandru)
- Șaroșa (magh. "Sáros",[8] în trad. "noroios")
- Tarcău (magh. "Tarkő", în trad. "piatră goală, munte gol")
- Tarhaoș, Tarhăuși (magh. "Tarhavas",[21] în trad. "muntele gol")

## Hidronime

### Județul Bacău
- Râul Agăș (magh. "Ágas", în trad. "Ramuri", "Rămuroasa")
- Râul Aldămaș (magh. "Áldomás", în trad. "loc de cinstire")[21]
- Râul Aprieș (magh. "Epres", în trad. "cu căpșuni")
- Râul Asău, Trotuș (magh. "Aszó",[8] în trad. "pârâul care seacă")
- Râul Asăul Mare (magh. "Aszó",[8] în trad. "pârâul care seacă")
- Râul Asăul Mic (magh. "Aszó",[8] în trad. "pârâul care seacă")
- Râul Căiuțul Mare (din magh. "köves", "kövecs",[8] în trad. "pietros")
- Râul Căiuțul Mic (din magh. "köves", "kövecs",[8] în trad. "pietros")
- Râul Cuchiniș (magh. "Kökényes", în trad. "Porumbari")
- Râul Ciugheș (magh. "Csügés",[8] în trad. "tufăriș"
- Râul Haloșul Mare (din magh. "halas",[8] în trad. "loc cu pești")
- Râul Haloșul Mic (din magh. "halas",[8] în trad. "loc cu pești")
- Râul Orbic din magh. "várbükk pataka", "várbikk pataka", în trad. "pârâul pădurii de fagi a cetății". Izvorăște lângă cartierul Orbic din Buhuși. Pentru conformitate vezi numeroasele toponime "várbükk", "várbikk" din întreg Bazinul Carpatic (observație: pentru va>o vezi város>oraș, Vaskút> Oșcut, udvarhely>odorhei etc.)[12]
- Răcătău de la arhaismul maghiar conservat în Moldova "ráktató", "rágtató", în trad. "meliță",[13][14] derivă denumirea în mod eronat din "rakató" cu sensul "loc de încărcare"
- Râurile Tărhăuș și Tărhăuș  (magh. Tarhavas, în trad. "muntele gol")
- Râul Trotuș (magh. "Tatáros", "Tatros", în trad. "Tătărăști" – prin filieră maghiară)[16]

### Județul Neamț
- Râul Asău, Bicaz (magh. "Aszó", în trad. "pârâul care seacă")[8]
- Râul Bicaz (magh. "Békás", din magh. "békasó", în trad. "cremene") (Alexandru Ciorănescu: DET, 829.) (observație: din forma arhaică /prezervată până astăzi în dialectul ceangăieasc "sâsâit"/ "bíkaszú")
- Râul Borvizu, Bicaz (magh. "Borvíz", în trad. "apă minerală")
- Râul Cerebuc (magh. "Cserebükk",[22] în trad. "stejar, fag")
- Râul Chișirig (magh. "Köszörűkőpatak", în trad. "pârâul pietrei de tocit")
- Râul Cuejdiu (din magh. "kövesd", "küvesd" în trad. "pietrosu") (vezi numeroasele toponime din Transilvania "Cuieșd" "Cuiejd")
- Râul Cupaș (magh. "Kupás", în trad. "în formă de cupă" – de la muntele Cupas)
- Râul Fărcașa (din magh. "farkas", în trad. "lup, lupeni")
- Râul Filioara din vechiul antroponimul maghiar Füle, File, Files, Füles – sec. X–XIII – , în trad. „urechios”, „care aude bine” vezi localitățile Filia, Covasna, Füle (Ungaria), Fülesd (Ungaria) + vára, în trad. „cetatea lui” = Cetatea lui File
- Râul Grințieșu Mare (din magh. "gerinces", în trad. "creastă")
- Râul Grințieșu Mic (din magh. "gerinces", în trad. "creastă")
- Râul Hangu din magh. hang (sunet, ecou), mai precis forma "hangony", în trad. "loc zgomotos" sau "loc cu ecou" (pentru comparație vezi satul Hangony din Ungaria, în anul 1214 sub forma Hongun).[14]
- Râul Lapoș  (magh. Lápos, în trad. "mlăștinos")
- Râul Potoci (Potoci)  (magh. Patak, în trad. "pârâu")
- Râul Potoci (Tarcău)  (magh. Patak, în trad. "pârâu")
- Râul Tarcău (de la muntele Tarcău, din magh. Tarkő, în trad. "piatră goală, munte gol") – alternativ (din punct de vedere fonetic aproape imposibil): de la "tărcat", “pestriț” (I. Iordan: Nume de locuri românești din R.P.R., Ed. Academiei R.P.R. 1952) . “Tărcat” la rândul lui vine din magh. “tarka”=”pestriț”
- Râul Tămășeni  (de la antroponimul Tamás "Toma")
- Râul Telec  (magh. Telec, în trad. "lot de case" – de la numele satului Telec)
- Râul Ticoș (de la satul Ticoș, din magh. "tikos, tyúkos", în trad. "locul cu găini")

### Județul Galați
- Râul Brateș (din magh. "barátos", în trad. "unde trăiesc barații")

### Județul Suceava
- Râul Borcutul (din magh. "borkút", în trad. "fântână de apă minerală", la diminutiv)
- Râul Ciurgău (din magh. "csorgó", "csurgó", în trad. "pârâu mic, izvor")
- Râul Gârbele (din magh. "görbe", "gürbe" în trad. "curbat, încovoiat")

### Județul Iași
- Râul Ruja  (din magh. „rózsa”, „rúzsa”, în trad. "trandafir", folosit și ca antroponim)